# Senna auriculata
Senna auriculata är en ärtväxtart som först beskrevs av Carl von Linné, och fick sitt nu gällande namn av William Roxburgh. Senna auriculata ingår i släktet sennor, och familjen ärtväxter. Inga underarter finns listade i Catalogue of Life.

## Bildgalleri

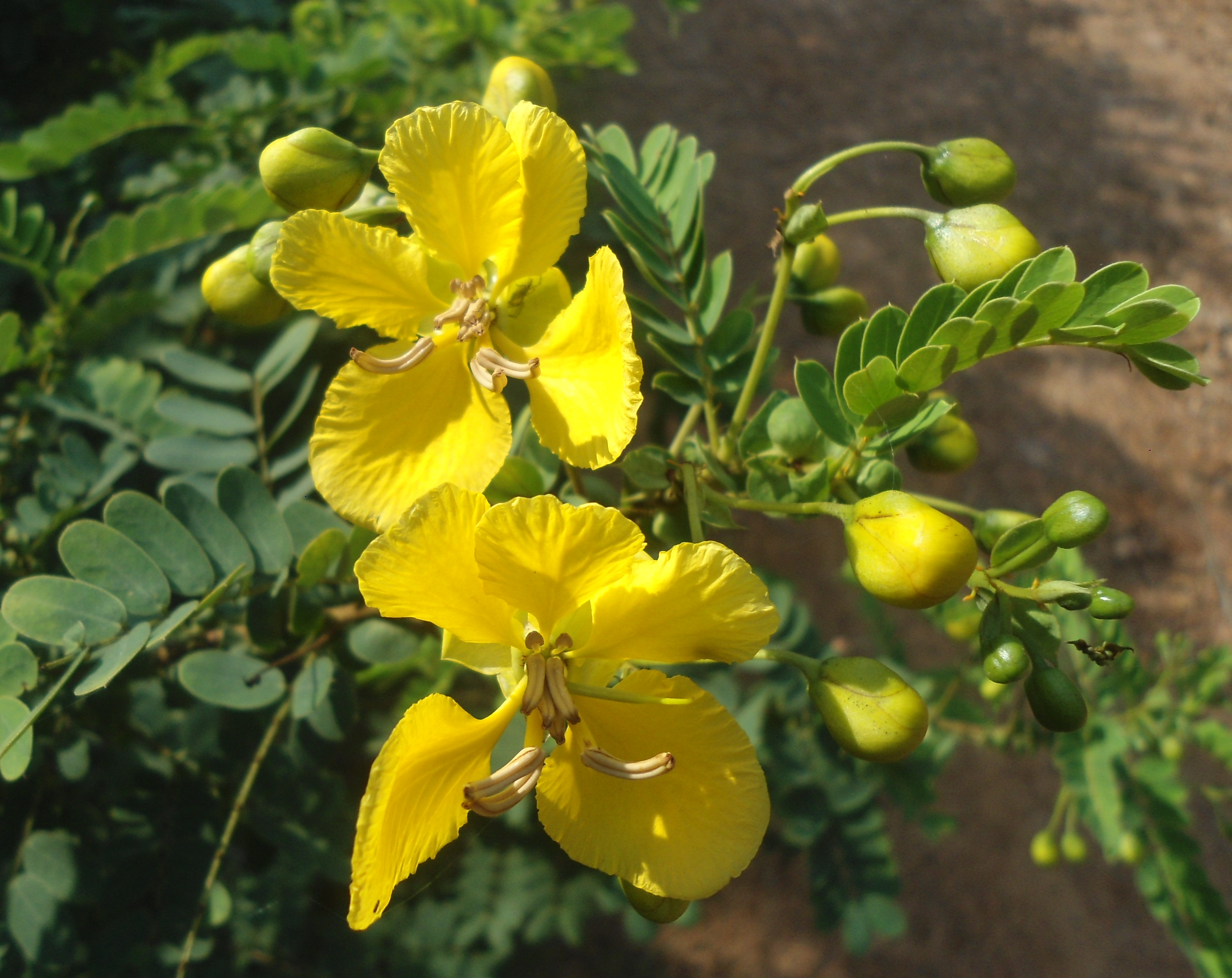
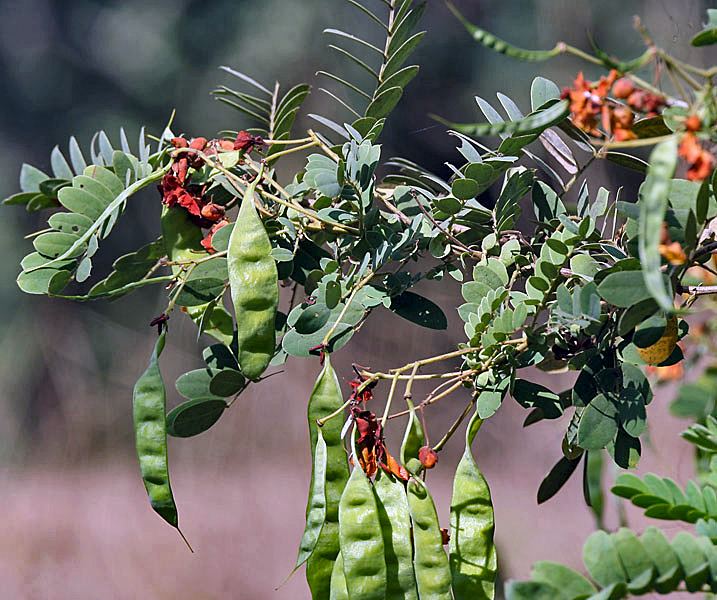
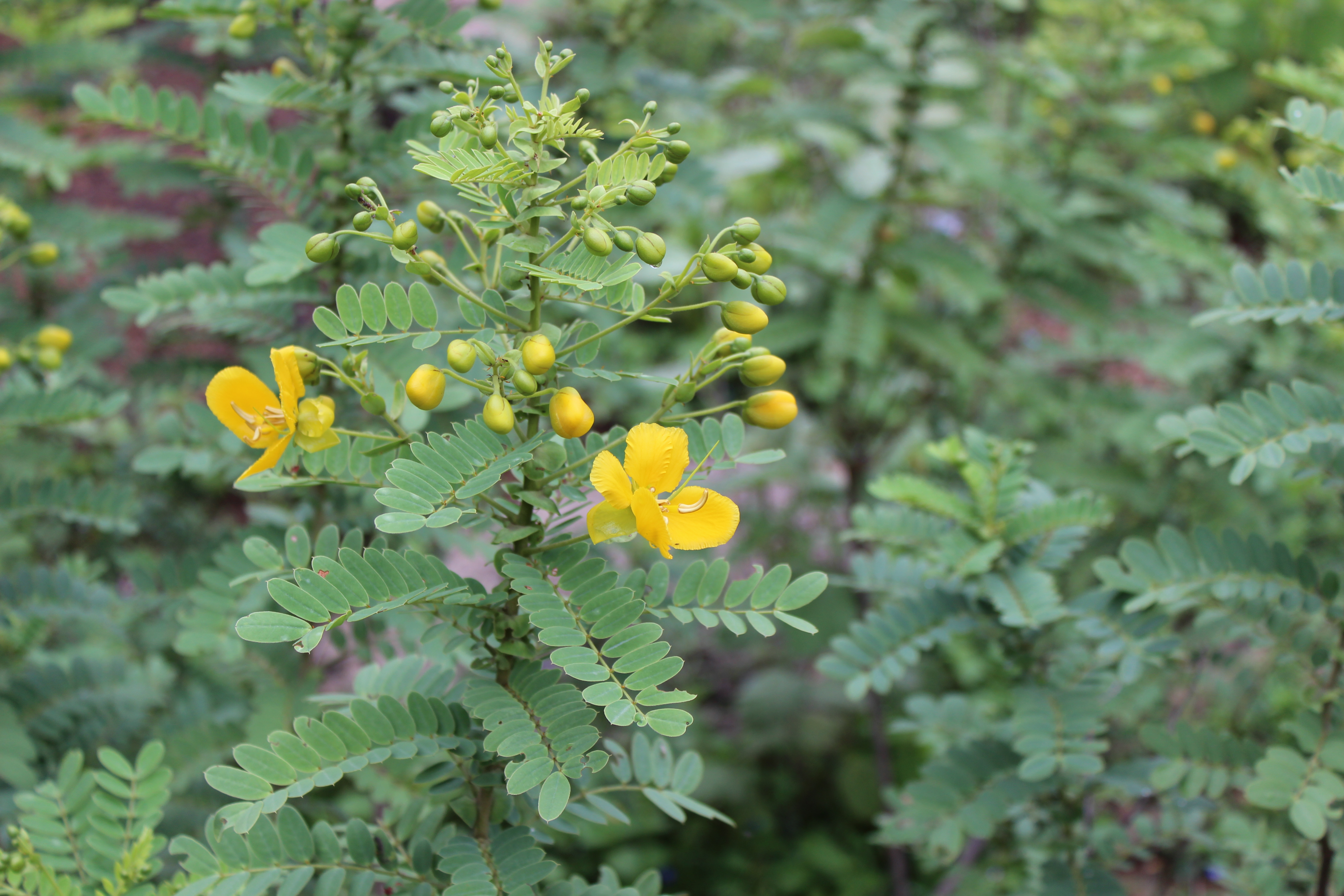
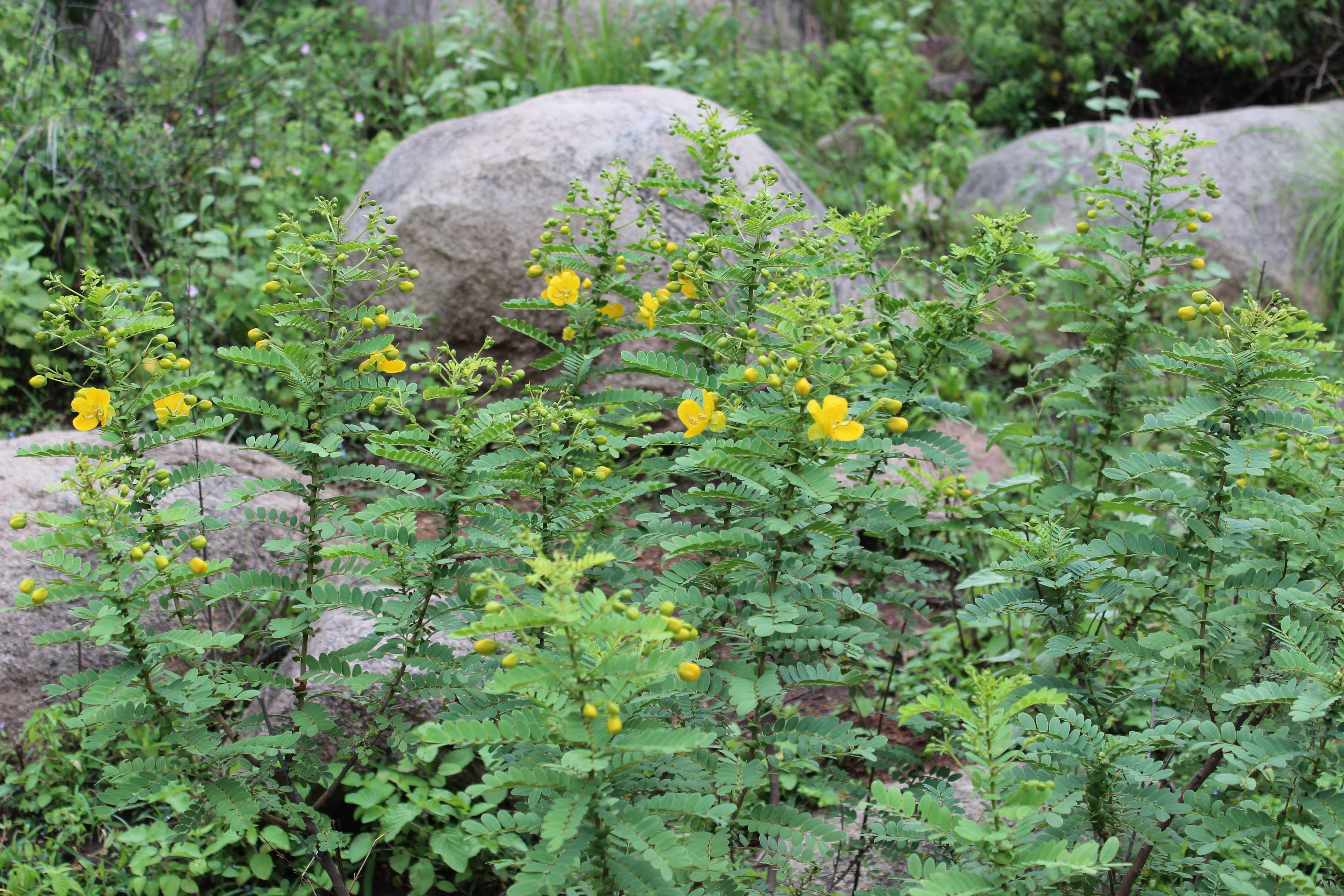
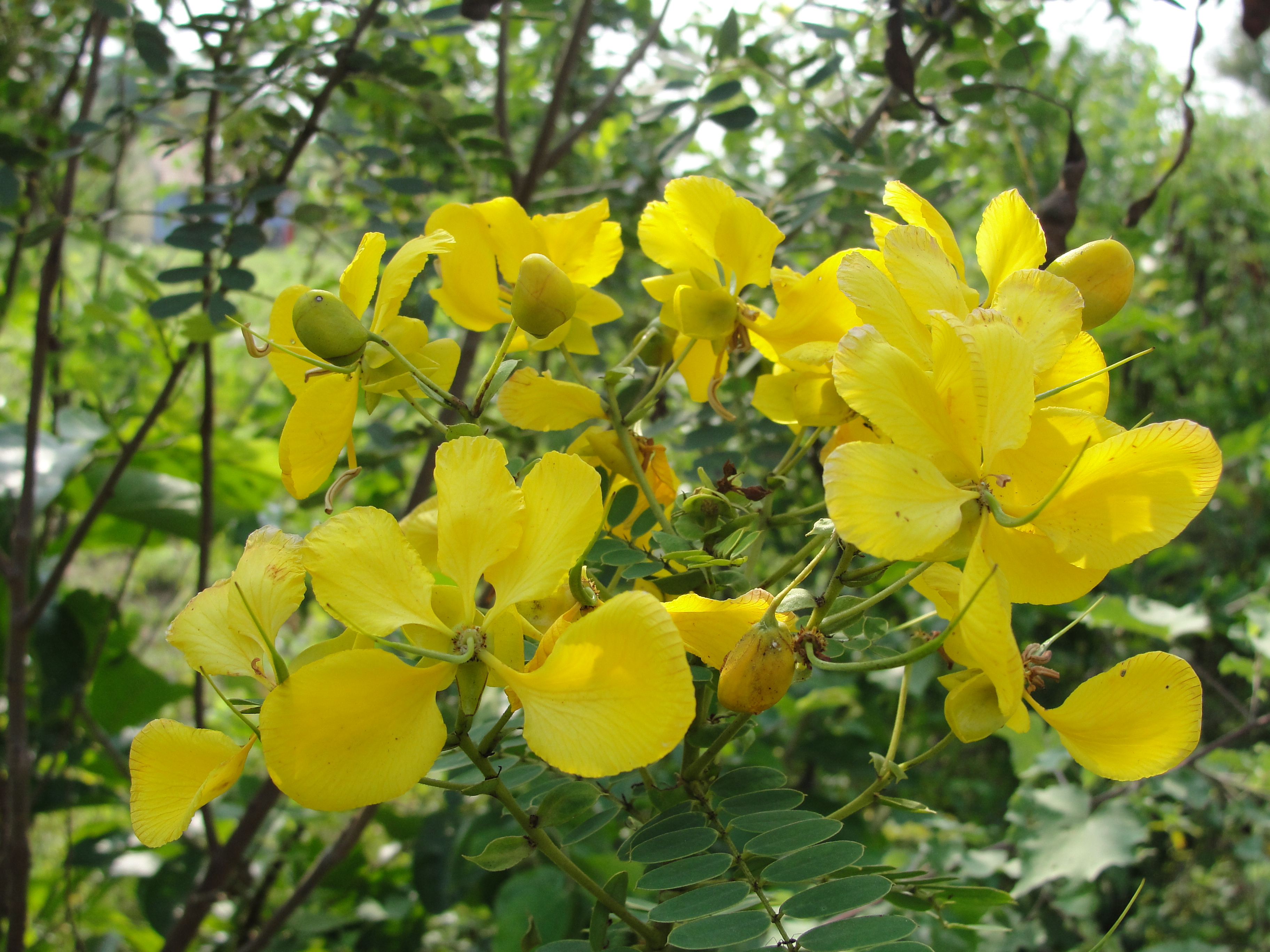